# Agrippino di Alessandria
Agrippino (Alessandria d'Egitto, ... – 179 o 180) è stato il decimo vescovo di Alessandria d'Egitto.
Secondo la testimonianza di Eusebio di Cesarea, Agrippino fu il nono successore di san Marco sulla cattedra di Alessandria d'Egitto. Avrebbe governato la diocesi per dodici anni, dal sesto anno dell'impero di Marco Aurelio, fino all'ultimo anno dello stesso imperatore, ossia dal 167 al 179 o 180. Succeduto a Celadio, ebbe come successore il vescovo Giuliano.
Agrippino è venerato come santo dalla Chiesa ortodossa copta, che lo ricorda il 5 del mese di meshir, corrispondente al 30 gennaio.